# 白峯殿
白峯殿（はくほうでん）は東京都立川市柏町1-26-4に在る民間経営の斎場である。関東を中心に営業展開をしているセレモアつくばが運営している。
最寄駅は多摩都市モノレール泉体育館駅（徒歩で8分）。

## 建物内
- 葬儀式場 2式場（第1式場：180席／第2式場：24席）
- 僧侶控室 2室
- 遺族・親族控室 3室
- お清め室 2室
- 霊安室
- その他 受付室・来賓控室・給湯室・更衣室など
- 全館バリアフリー使用
- 空調・音響設備完備
- 駐車場 180台完備